# St. Salvator (Aachen)

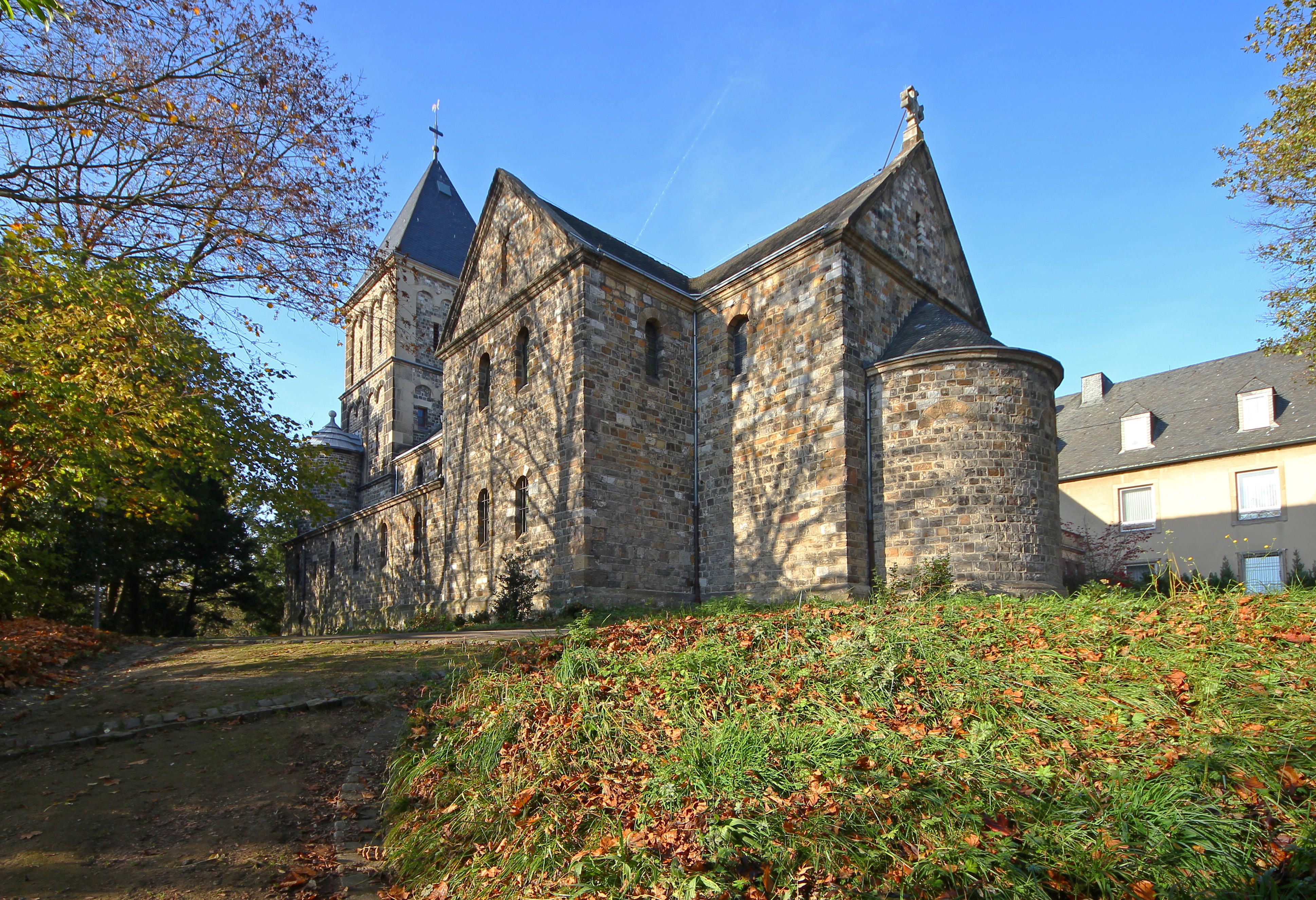
Salvatorkirche und Klostergebäude

St. Salvator auf dem Salvatorberg in Aachen ist ein Kirchengebäude der römisch-katholischen Kirche. Der jetzige Bau wurde im Jahr 1886 fertiggestellt. Vorgängerbauten werden erstmals um das Jahr 840 erwähnt und spätestens um 870 Jesus Christus in seiner Eigenschaft als Salvator Mundi (lateinisch Erlöser der Welt) geweiht.
Der Kirche räumlich angeschlossen war ab 997 ein Klostertrakt, in dem zunächst bis um das Jahr 1220 nacheinander Benediktinerinnen und Zisterzienserinnen und nach mehr als 700-jährigem Leerstand schließlich von 1949 bis 2012 die Oblaten der makellosen Jungfrau Maria ihren Dienst versahen. Die Stadt Aachen ist derzeit die eigentliche Eigentümerin des Klosters und der angeschlossenen Kirche und hat für diese Einrichtung einen Nutzungsvertrag mit dem Sozialwerk Aachener Christen abgeschlossen. Der Kirchenneubau aus dem 19. Jahrhundert steht unter Denkmalschutz.
Von der Kirche hat die Erhebung am Stadtrand von Aachen und am südöstlichen Ausläufer des Lousbergs ihren Namen erhalten.

## Salvatorkirche

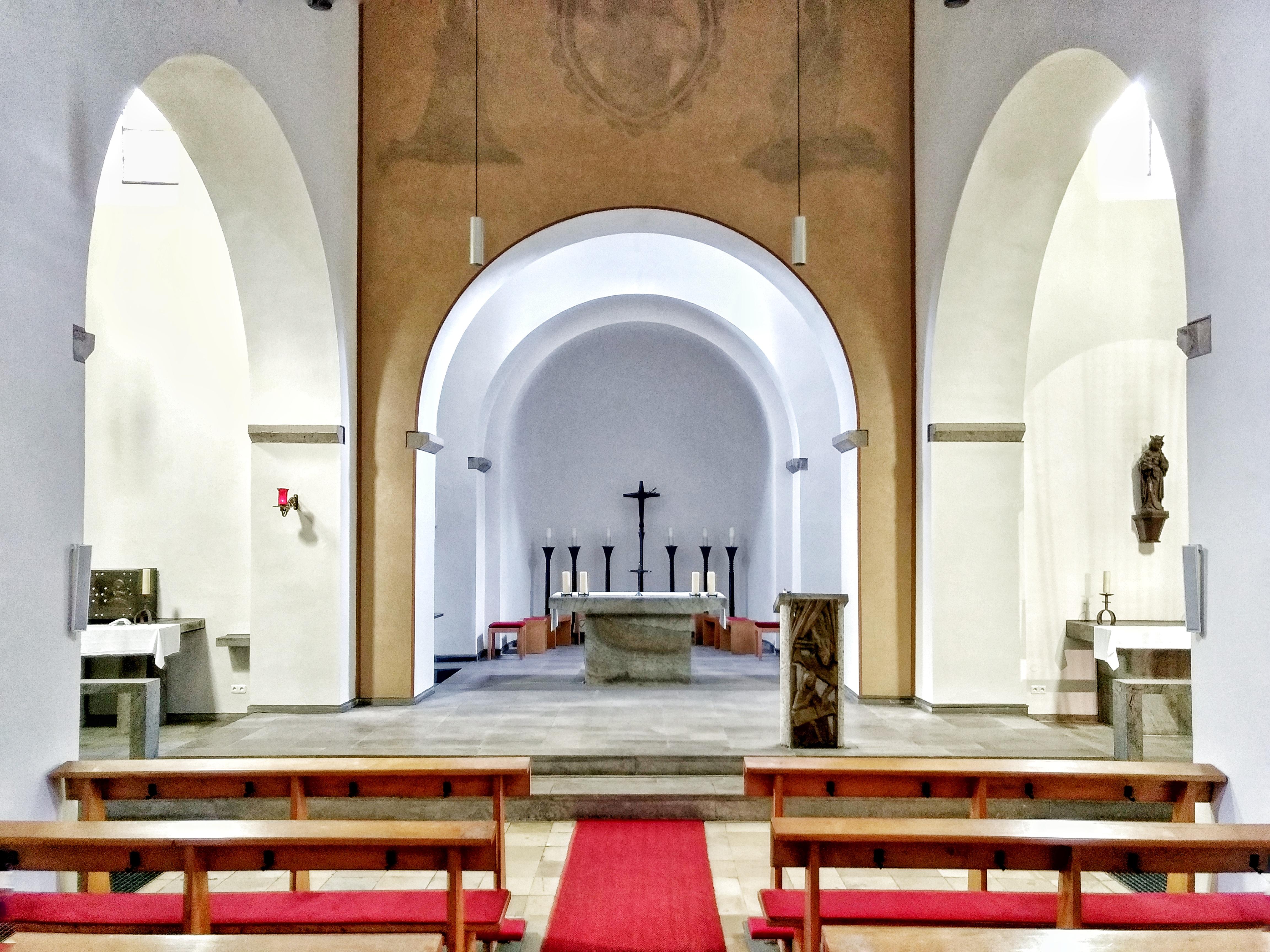
Altarraum
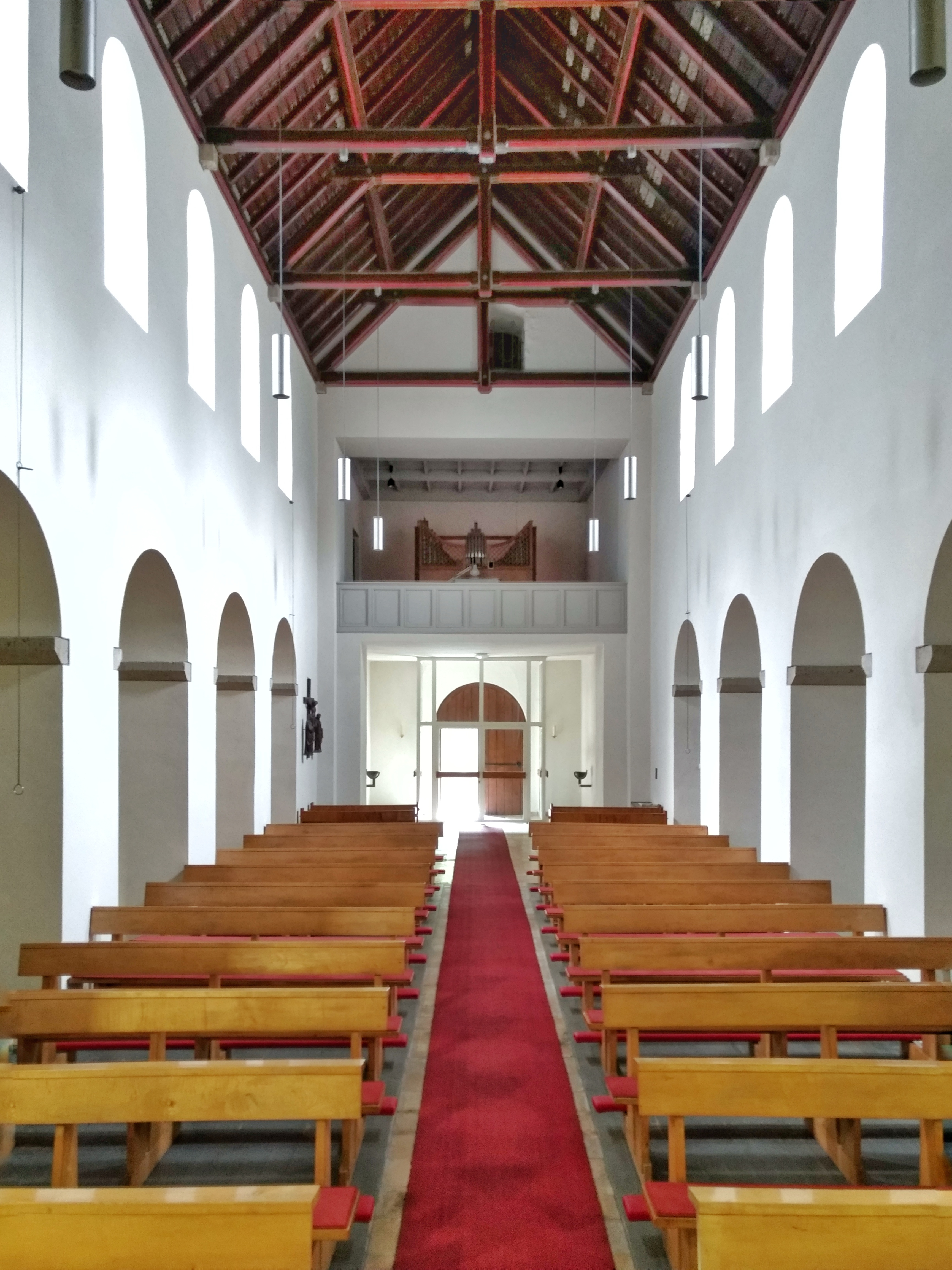
Mittelschiff mit Blick Richtung Orgel

Die Klosterkirche auf dem Salvatorberg ging aus einer früheren Friedhofskapelle hervor, die Ludwig der Fromme um 840 dort erbauen ließ. Bereits 30 Jahre später wurde sie von seinem Sohn Ludwig dem Deutschen als „baufällig“ bezeichnet. Laut einer Urkunde vom 17. Oktober 870, in der die Kapelle erstmals offiziell als St.-Salvator-Kapelle bezeichnet wird, stellte dieser sie daraufhin unter die Obhut der Abtei Prüm. Der amtierende Abt Ansbald von Prüm ließ die Kapelle wiederherrichten und neu weihen. Im Jahr 997 vermachte Kaiser Otto III. dem auf dem Salvatorberg neu gegründeten Benediktinerinnenkloster die Kapelle als Schenkung, aber bereits 1005, dem Jahr der Einweihung von St. Adalbert, erklärte sie sein Nachfolger, Kaiser Heinrich II., zum Eigentum des Kollegiatstifts zu St. Adalbert. Um 1039 folgte im Auftrag von Kaiser Heinrich III. an Stelle der alten Kapelle der Neubau einer flach gedeckten dreischiffigen Pfeilerbasilika, die sein noch unmündiger Sohn Heinrich IV. mit Genehmigung von dessen Mutter, der amtierenden Regentin Agnes von Poitou, im Jahr 1059 dem Aachener Münsterstift übertrug. Dort verblieb die Kapelle St. Salvator bis zur Säkularisation im Jahr 1802.

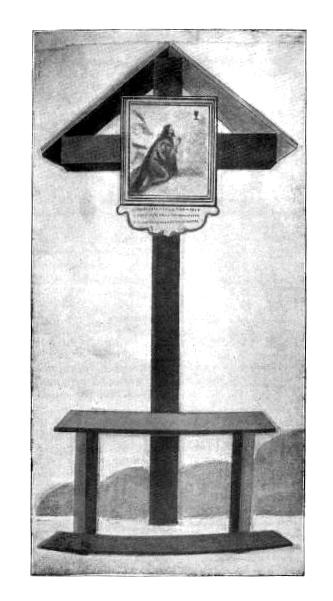
Alte Kreuzwegstation um 1700
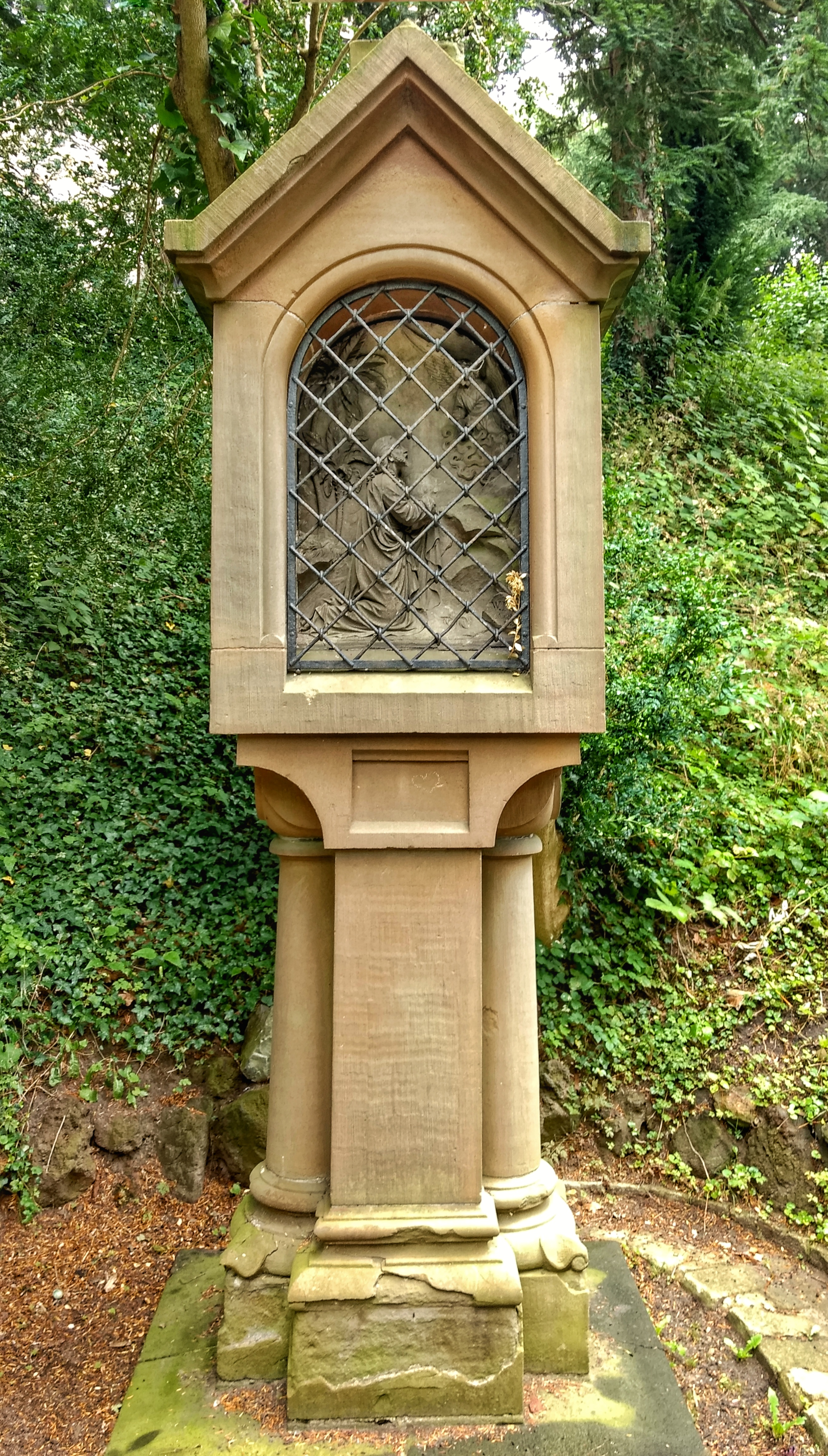
Kreuzwegstation 2017

Anfangs hatte sich die Kapelle auf dem Salvatorberg einen bedeutenden Ruf als Wallfahrtskirche erworben, was unter anderem auch zum Bau des Aachener Neutors um 1175 führte. Später findet die Kapelle nur noch selten Erwähnung in den Quellen, so unter anderem am 5. Juni 1459, als der vakant gewordene Andreas-Altar dem Kanonikus des Aachener Münsterstiftes, Peter von Köln, übertragen wurde, und 1612, als der nicht mehr benötigte Leopardus-Altar ebenfalls in den Besitz des Stiftes kam. Mit Schreiben vom 21. April 1672 des Kanonikus von St. Adalbert bat dieser um die Erlaubnis, sieben einfache Andachtsstationen nebst Holzkreuze auf dem Wege zur Salvatorkirche mit eigenen finanziellen Mitteln aufstellen zu dürfen. Dieser Bitte wurde stattgegeben, jedoch wurden die Stationen nicht regelmäßig gewartet und verfielen im Laufe der folgenden Jahrzehnte. Eine weitere Erwähnung erhielt St. Salvator anlässlich einer Visitation im Jahr 1691, bei der unter anderem auf erhebliche baustatische Mängel hingewiesen wurde. Nachdem die Kapelle in den nächsten Jahrzehnten weiter verfiel, fanden zwar zwischen 1750 und 1800 immer wieder Restaurierungen und Sanierungen statt, doch der weitere Verfall ließ sich auf Dauer nicht aufhalten.
Nach der Säkularisation erhielt per Dekret vom 12. Juli 1806 der Aachener Bischof Marc-Antoine Berdolet die Salvatorkirche, der daraufhin einen Großteil der Einrichtung, darunter zwei Glocken, dem ehemaligen Augustinerkloster in der Pontstraße schenkte, in dem das Königliche Gymnasium zu Aachen zu jener Zeit untergebracht wurde. Den Kirchenbau selbst nebst dazugehörenden Nebengebäuden sowie die Wohnungen des Rektors und des Pächters und die angeschlossenen Ländereien übertrug der Bischof dem Josephinischen Institut, einer Armen- und Krankenanstalt in Aachen. Dieses richtete die Kirche wieder behelfsmäßig ein und nutzte sie für ihre Andachtszwecke. In den Folgejahren schritt der Zerfall der alten Kirche dennoch weiter voran, und es zeichnete sich ab, dass ein Neubau erforderlich wurde.

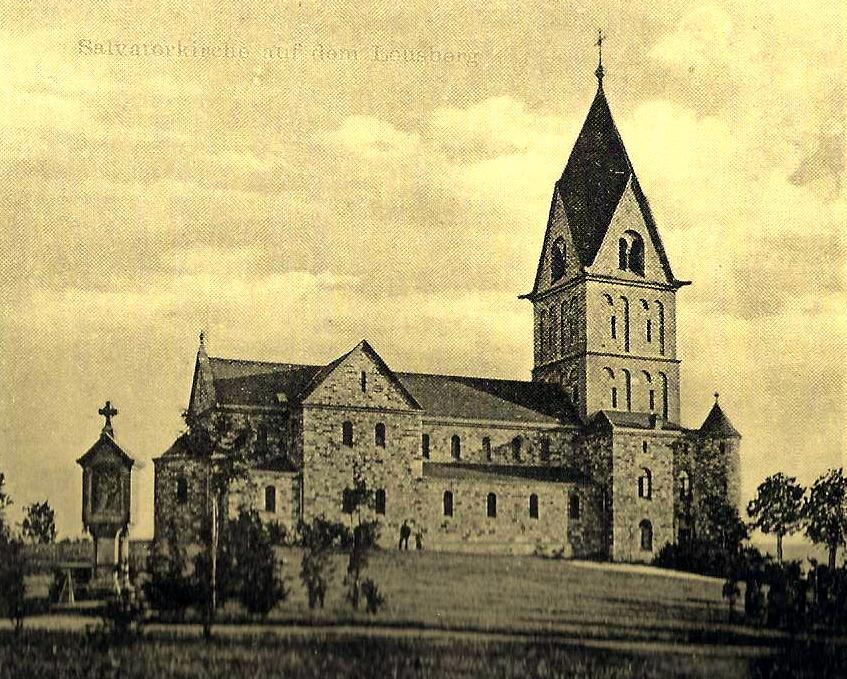
Salvatorkirche um 1900 mit neuer Kreuzwegstation und noch unbewaldet

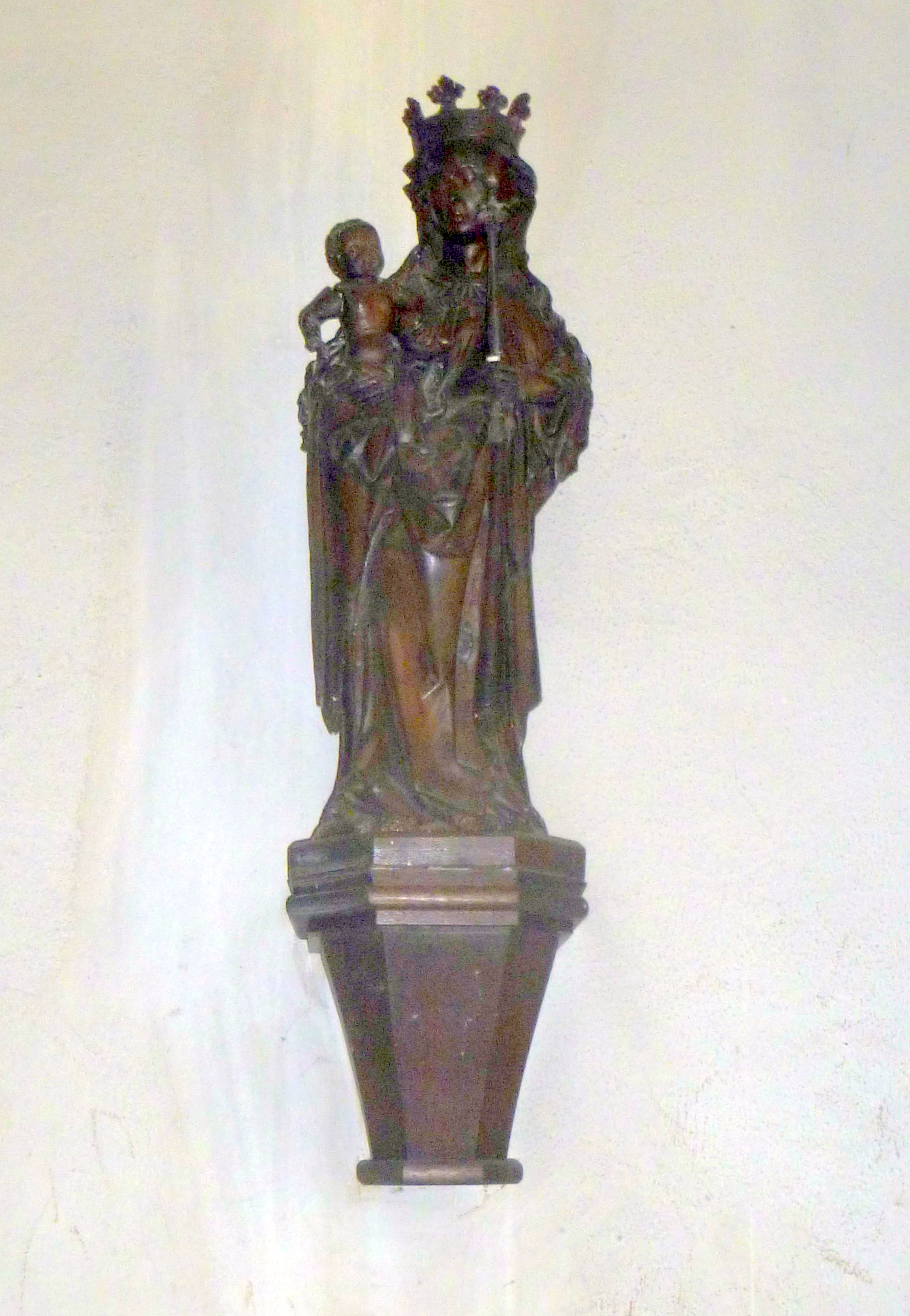
Marienstatue mater salvatoris

Schließlich erhielt der Aachener Stadtbaumeister Joseph Laurent im Jahr 1883 den Auftrag, die mittelalterliche Kirche zu rekonstruieren. Aufgrund der vorhandenen mangelhaften Bausubstanz entstand bis 1886 ein Neubau in Form einer dreischiffigen Basilika im neoromanischen Stil. Auch die sieben Stationen des Kreuzweges wurden auf Kosten des Vereins für die innere Ausstattung der Salvatorkirche erneuert, diesmal aus Stein und hergestellt in der Bildhauerwerkstatt von Wilhelm Pohl. Im Zweiten Weltkrieg wurde die Kirche stark beschädigt und anschließend im Jahr 1949 im Auftrag der Oblaten der makellosen Jungfrau Maria nach Plänen von Wilhelm K. Fischer im alten Stil neu errichtet. Die Fenster wurden 1951 von Anton Wendling als Halbkreis-Ornament entworfen und aus Antikglas und Blei hergestellt und eingebaut. 1954 wurden im unteren rechten Seitenschiff eine kleine Fátima-Kapelle eingerichtet und 1957 der Chor sowie die Altäre nach Plänen von Peter Salm neu gestaltet. 1964 erhielt die Kirche neue Fenster nach einem Entwurf von Ingeborg Hintzen, hergestellt in der Linnicher Glasmalerei Oidtmann. 1966 wurde noch der Altarraum umgestaltet sowie einzelne Bereiche der Kirche durch den Aachener Maler Peter Hodiamont künstlerisch ausgemalt. Zudem wurde im Eingangsbereich links noch ein Porträt des katholischen Heiligen Eugen von Mazenod angebracht, der die Missionskongregation der Oblaten ins Leben rief.
Schließlich fand am 17. April 1966 die Konsekration von St. Salvator durch den Aachener Bischof Johannes Pohlschneider statt. Nach der Schließung des angeschlossenen Klosters befindet sich die Kirche zusammen mit dem Salvatorkloster wieder im Besitz der Stadt Aachen.
Zu den besonderen Kostbarkeiten der Salvatorkirche gehört eine Glocke aus dem Jahr 1457, die Marienstatue „Mater salvatoris“, hergestellt etwa Ende des 15. Jahrhunderts, die Fátima-Madonna von Schollmayer aus Düsseldorf aus dem Jahr 1953, der Kreuzweg aus dem Hause von Michael P. Weingärtner, Pfaffenhofen, aus dem Jahr 1957 sowie Kreuz, Leuchter und Tabernakel von Wilhelm Winkelmann aus dem Jahre 1962.

## Salvatorkloster

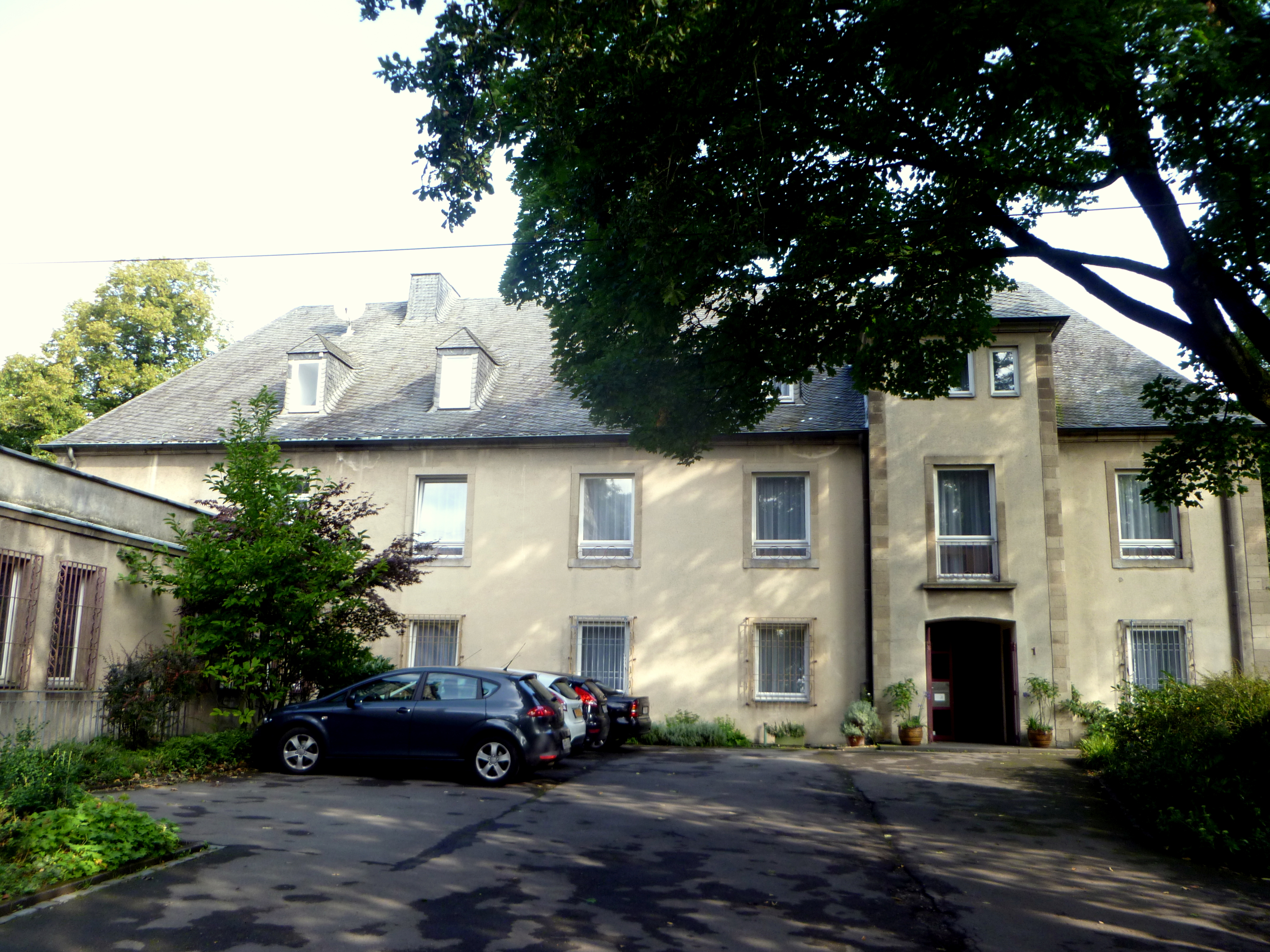
Salvatorkloster

Im Jahr 997 wurde von der vermögenden Witwe Alda eine Klostergemeinschaft für freigeborene Jungfrauen gegründet, die ihr Leben nach den Regeln des heiligen Benedikt von Nursia ausrichteten. Kaiser Otto III. bestätigte diese Stiftung und gestattete dem neuen Orden, sein Klostergebäude nördlich der vorhandenen Salvator-Kapelle zu erbauen. Darüber hinaus übertrug er dem Orden die zur Abtei Prüm gehörende Kapelle und zusätzlich noch fünf ertragreiche Landgüter. Die Nonnen weihten die Klosteranlage sowohl dem Heiland (s. salvatori) als auch der heiligen Corona. Obwohl in den Folgejahren die Kapelle selbst mehrere von den jeweils amtierenden Herrschern veranlasste Besitzerwechsel zu verzeichnen hatte, konnten die Nonnen ihre Betstunden weiterhin im nördlich angebauten Nonnenchor der Kapelle abhalten. Schließlich erhielten im Jahr 1147 die Zisterzienserinnen das Klostergebäude, wechselten aber bereits um 1220 nach Burtscheid, wo sie die Reichsabtei Burtscheid übernahmen. Eine Ordensgemeinschaft für die Nachfolge fand sich nicht, auch weil bekannt wurde, dass das Klima auf der zu damaliger Zeit kargen Anhöhe kalt, feucht und zugig war und die Nonnen des Öfteren über Lungen- und Bronchienerkrankungen klagten. Kurzfristig nahm Peter Cappuccio, der Kardinal des Grafen Wilhelm von Holland, im Rahmen der Belagerung von Aachen das Klostergebäude in Besitz und residierte von dort aus. Nach der Krönung von Wilhelm zum Gegenkönig am 1. November 1248 übertrug er die Klosteranlage wieder dem Münsterstift und bestätigte die früheren Schenkungsversprechen. In den Folgejahrhunderten stand das Klostergebäude auf dem Salvatorberg leer und war dem Verfall preisgegeben. Der nicht mehr benötigte Nonnenchor der Klosterkirche wurde daraufhin zur Sakristei umgebaut.
Erst rund 700 Jahre später übernahm der Orden der Oblaten der makellosen Jungfrau Maria, der seit der Preußenzeit auch in Aachen vertreten war, die Klosteranlage und ließ im Jahr 1949 zunächst die schwer beschädigte Kapelle St. Salvator und ein Jahr später das marode Klostergebäude nach Plänen von Wilhelm K. Fischer wieder neu errichten. Am 8. Februar 1951 konnten die Oblaten aus ihrem bisherigen Hauptsitz in der Aachener Vaalser Straße in das neue Kloster auf dem Salvatorberg einziehen.
Im November 2010 wurden schließlich Pläne von einem Verkauf des Klosters bekannt, und die Niederlassung wurde am 31. Dezember 2012 von den letzten drei Brüdern der Ordensgemeinschaft der Oblaten der makellosen Jungfrau Maria aufgegeben und an das Sozialwerk Aachener Christen übergeben.
Bis zum Jahr 2018 wurde die Salvatorkirche grundlegend restauriert. Die Kosten beliefen sich auf rund 220.000 Euro für die Innensanierung, von denen 60.000 Euro von der Deutschen Stiftung Denkmalschutz (DSD) übernommen wurden.